# Mwanga II
Mwanga (ur. 1866, zm. 8 maja 1903) – władca (kabaka) Bugandy w latach 1884–1888 i 1889–1897, ostatni niezależny władca Bugandy, z jego rozkazu doszło w latach 1885–1887 do prześladowań i pogromu chrześcijan.

## Życiorys
Urodzony w 1866 roku Mwanga był synem Mutesy I i jego żony Abisagi Bagalayaze. Wychowany był w tradycji Gandów z dala od dworu królewskiego. Z woli ojca został jego następcą jako władca Bugandy – kabaka, obejmując tron 24 października 1884 roku po śmierci Mutesy I. Cztery miesiące później uszedł z życiem z zamachu stanu przeprowadzonego przez niezadowolonych z wyboru następcy szefów (bakungu).
W okresie tym trwała wojna domowa pomiędzy szefami wspierającymi trzy rywalizujące ze sobą frakcje: muzułmańską, protestancką i katolicką, zagrażając władzy kabaki. Mwanga nie był w stanie zapanować nad sytuacją i obrócił się przeciwko chrześcijanom na dworze, których postrzegał jako zagrożenie dla swojej pozycji. Misjonarze chrześcijańscy cieszyli się szczególną pozycją na dworze usankcjonowaną przez Mutesę I. W 1885 roku po aneksji terenów Tanzanii przez Niemcy, pod wpływem premiera, wydał rozkaz zabicia anglikańskiego biskupa Jamesa Hanningtona (1847–1885), który był w drodze do Bugandy. Biskup miał zignorować zalecenie o obraniu tradycyjnej drogi od południa przez Jezioro Wiktorii. W latach 1885–1887 wskutek prześladowań z rozkazu Mwangi zginęło m.in. 45 chrześcijan katolickich i protestanckich, uznanych później za męczenników wiary.
10 września 1888 roku szefowie (bakungu) wymówili królowi posłuszeństwo i wygnali go z kraju. Doszło do kolejnej wojny domowej. W październiku 1888 roku muzułmanie dokonali zamachu stanu, po czym chrześcijanie wraz z Apolo Kagwą przywrócili Mwangiego na tron w październiku 1889 roku a Kagwa został premierem – katikiro, nabywając coraz więcej władzy w królestwie. Interwencje niemieckich i brytyjskich agentów przyczyniły się do zwycięstwa frakcji protestanckiej nad katolicką i do dalszego umocnienia pozycji Kagwy. W 1894 roku Buganda stała się protektoratem brytyjskim, a Kagwa pomógł zarówno w organizacji administracji jak i poszerzenia terytorium Bugandy. W 1897 roku Mwanga zorganizował powstanie przeciwko Brytyjczykom, które zostało stłumione przez Kagwę i szefów (bakungu). Mwanga musiał uciekać z kraju, a 7 sierpnia 1897 roku władza została formalnie przekazana na rzecz jego niemowlęcego syna Daudi Chwa II. Rządy w kraju w imieniu nowego króla zaczął sprawować regent Apolo Kagwa.
Mwanga uciekł najpierw do Niemieckiej Afryki Wschodniej, gdzie został pojmany, lecz udało mu się uciec. Następnie połączył siły z królem Bunyoro, jednak w styczniu 1898 roku został pojmany i zesłany na wygnanie na Seszele, gdzie zmarł 8 maja 1903 roku. 3 sierpnia 1910 roku jego szczątki spoczęły w królewskim grobie w Kasubi.

## Rodzina
Mwanga miał szesnaście żon, z którymi doczekał się siedmiu synów i czterech córek. Syn z czwartą żoną – Daudi Chwa urodzony w 1896 roku został jego następcą na tronie Bugandy.